# ملعب نتانيا

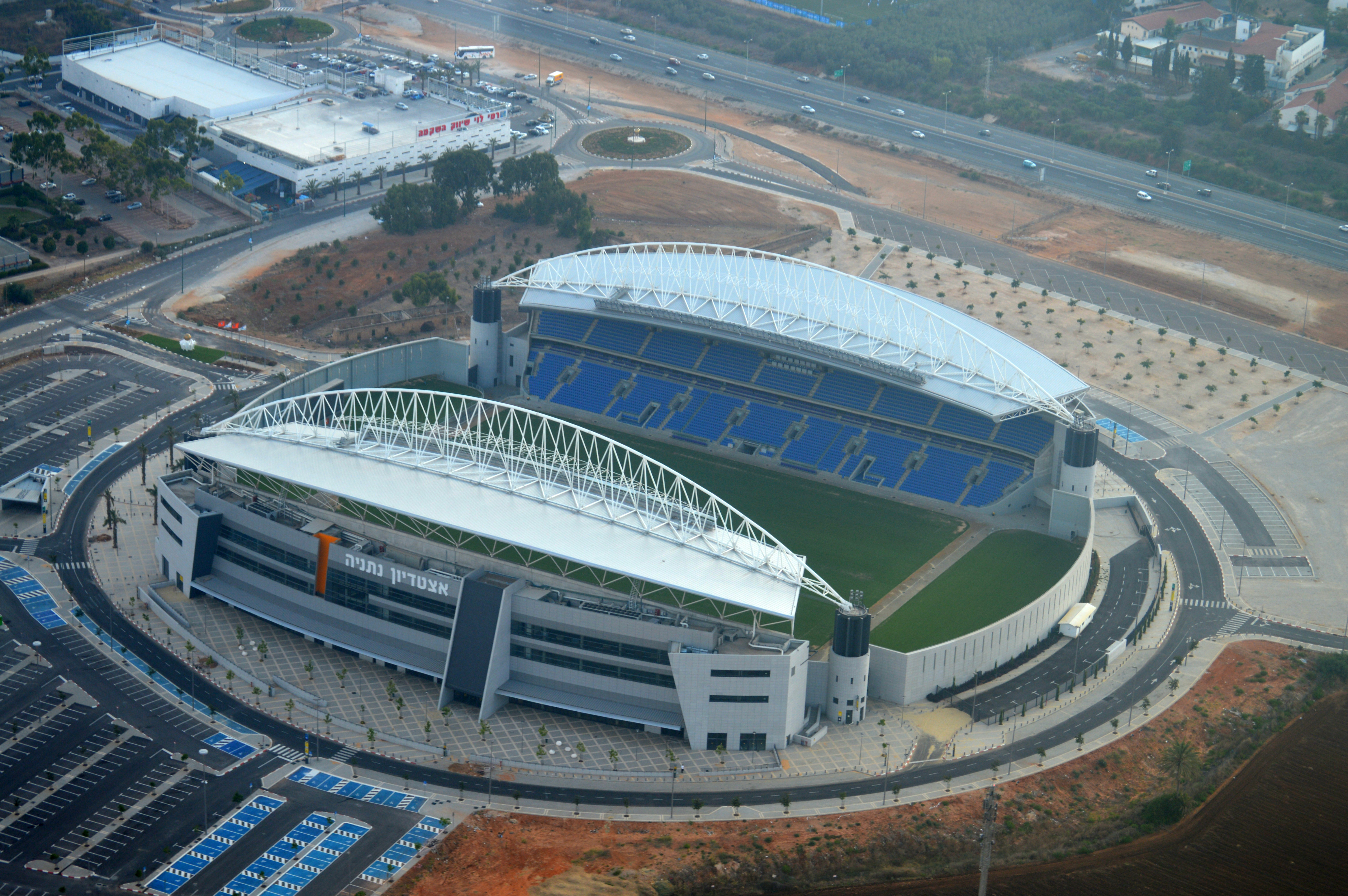
نظرة جوية على الملعب

ملعب نتانيا هو ملعب متعدد الأغراض في نتانيا. وكان من بين الملاعب الأربعة التي استضافت بطولة أوروبا تحت 21 سنة لكرة القدم 2013. تبلغ طاقته الاستيعابية 13,610 متفرج.

## مباريات دولية
| التاريخ       |         | النتيجة |          | المنافسة               | الحضور |
| ------------- | ------- | ------- | -------- | ---------------------- | ------ |
| 6 فبراير 2013 | إسرائيل | 0-0     | صربيا    | مباراة ودية تحت 21 سنة | 100    |
| 6 فبراير 2013 | إسرائيل | 2-1     | فنلندا   | مباراة ودية            | 6,150  |
| 5 يونيو 2013  | إسرائيل | 2-2     | النرويج  | يورو تحت 21 سنة 2013   | 10,850 |
| 9 يونيو 2013  | ألمانيا | 0-1     | إسبانيا  | يورو تحت 21 سنة 2013   | 11,750 |
| 12 يونيو 2013 | روسيا   | 1-2     | ألمانيا  | يورو تحت 21 سنة 2013   | 8,134  |
| 15 يونيو 2013 | إسبانيا | 3-0     | النرويج  | يورو تحت 21 سنة 2013   | 12,048 |
| 5 مارس 2014   | إسرائيل | 1-3     | سلوفاكيا | مباراة ودية            | 7,200  |